# L'École des femmes
Pour les articles homonymes, voir L'École des femmes (homonymie).

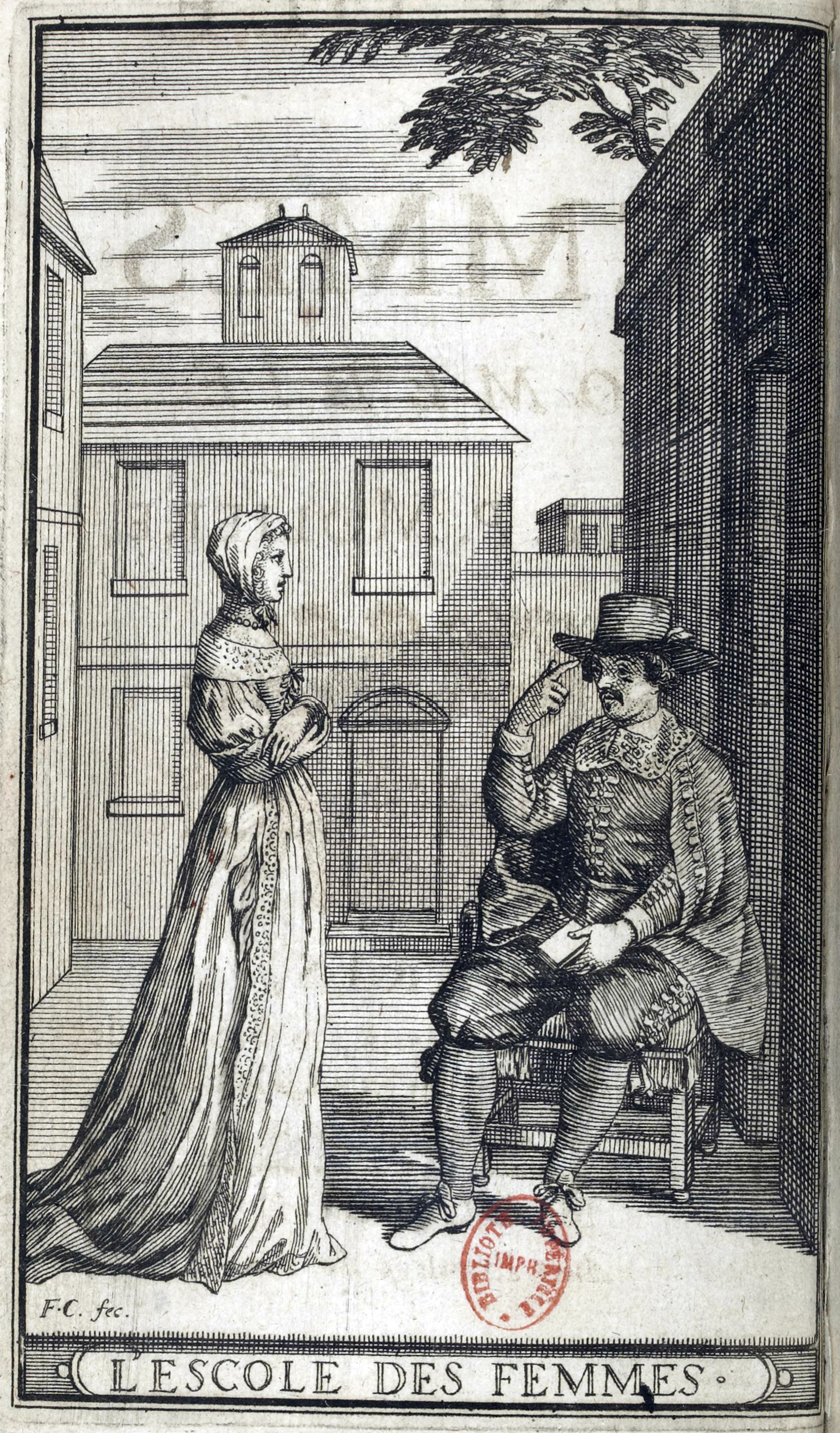
Frontispice de l'édition originale.

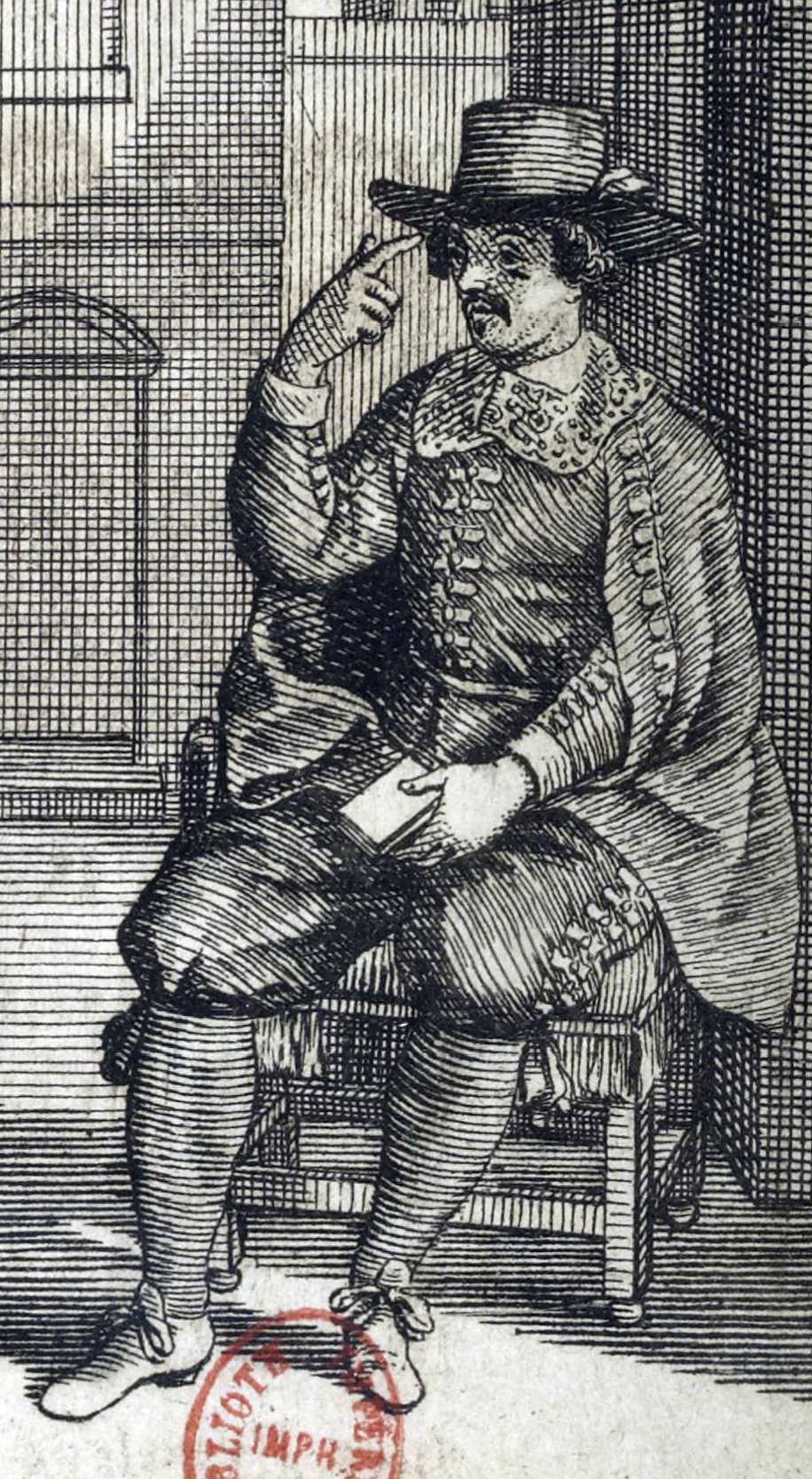
Détail du frontispice de l'édition originale de L'École des femmes par François Chauveau, représentant Molière dans le rôle d'Arnolphe. Montfleury fils fait dire au Marquis de l'Impromptu de l'Hôtel de Condé, à propos de ce portrait : Plus je le vois et plus je le trouve bien fait. / Ma foi, je ris encore quand je vois ce portrait,..

L’École des femmes est une comédie de Molière en cinq actes (comportant respectivement quatre, cinq, cinq, neuf et neuf scènes) et en vers (1 779 dont 1 737 alexandrins), créée au théâtre du Palais-Royal le 26 décembre 1662.
La pièce de théâtre, novatrice par son mélange inédit des ressources de la farce et de la grande comédie en vers, est un immense succès, et suscite une série de débats connus sous le nom de « Querelle de L'École des femmes. » Cette querelle, habilement exploitée par Molière, lui donne l'occasion de répondre aux critiques qui lui sont adressées et de préciser son projet dramatique dans une comédie intitulée La Critique de l'École des femmes, représentée sur la scène du même théâtre au mois de juin de l'année suivante.

## Résumé
- Préface - Molière explique que cette pièce de théâtre a été « frondée » lors de sa parution. Mais peu après, l'« échec » a fait place au succès. Il espère que ses autres pièces feront de même.
- Acte I - Arnolphe, qui vient de changer son nom en celui, plus aristocratique, de « M. de La Souche », est un homme d’âge mûr qui aimerait jouir du bonheur conjugal ; mais il est hanté par la crainte d’être trompé par une femme. Aussi a-t-il décidé d’épouser sa pupille Agnès, élevée dans l’ignorance, recluse dans un couvent. Il fait part de ses projets à son ami Chrysalde, qui désapprouve la façon dont la jeune fille a été élevée. Arnolphe rencontre ensuite Horace, fils d’Oronte (un autre de ses amis), qui est tombé amoureux d’Agnès au premier regard, ce qu'il confie sous le sceau du secret à Arnolphe dont il ignore à la fois le rôle de tuteur et le changement de nom. Horace explique qu'il a pu courtiser la jeune fille et raille ce « M. De La Zousse ou Source » dit-il qui la retient prisonnière.
- Acte II - Arnolphe réprimande Alain et Georgette, ses serviteurs, pour avoir permis à un jeune homme de rencontrer sa pupille. Il interroge ensuite Agnès afin de découvrir ce qui s’est précisément passé lors de cette entrevue. Le récit que lui fait la jeune fille le rassure : sa réputation n’a pas été entachée. Mais il décide de précipiter le mariage. Agnès, croyant que son futur mari est Horace, lui exprime sa gratitude, mais Arnolphe la détrompe sans ménagements.
- Acte III - Arnolphe inculque à sa future épouse les rudiments des devoirs conjugaux, sans oublier les terribles effets de l’infidélité. Agnès semble se résigner à ce triste avenir. Horace rencontre le tuteur qui savoure déjà la déconvenue du jeune homme : les serviteurs lui ont refusé une nouvelle visite, et la belle l’a renvoyé en lui lançant une pierre… à laquelle était joint un mot d’amour. Lorsqu'il l'apprend de la bouche d'Horace, Arnolphe enrage et comprend, par la jalousie qu'il éprouve, qu'il aime la jeune fille.
- Acte IV - Au cours d'un monologue, Arnolphe dévoile sa volonté de se battre jusqu'au bout pour l'amour d'Agnès. L'entrevue qu'il a avec le notaire, à la suite d'un quiproquo, se solde par un report du mariage. Arnolphe insiste auprès d'Alain et Georgette pour qu'ils repoussent toute démarche d'Horace. Nouvelle rencontre entre le tuteur et le galant, au cours de laquelle celui-ci lui apprend qu’il a réussi à s’introduire dans la maison, mais que l’arrivée impromptue de M. de La Souche a obligé Agnès à le cacher dans une armoire. En outre, il lui confie qu’il a un rendez-vous pour le soir même et qu’il projette de s'introduire dans sa chambre. Malgré les conseils de sagesse prodigués par Chrysalde, Arnolphe, plus que jamais déterminé dans ses projets, donne des instructions drastiques à ses serviteurs qui doivent refouler le jeune prétendant à coups de bâton.
- Acte V - Horace rencontre à nouveau Arnolphe et lui explique qu'il est tombé dans le guet-apens tendu par ses serviteurs et qu'il n’a eu d’autre choix que de faire le mort pour éviter d'être roué de coups. Mais Agnès, qui l'a rejoint, s’est enfuie avec lui. Horace, qui ignore toujours la nouvelle identité d'Arnolphe, demande à ce dernier d’héberger et de protéger la jeune fille. Le barbon triomphe : il a récupéré Agnès et lui tient un discours exalté sur l'amour qu'il lui porte, lequel ne rencontre que l'indifférence de la jeune fille. Entrée d’Oronte, le père d’Horace, qui veut unir son fils à la fille de son ami Enrique, de retour des Amériques, après un long séjour. Horace demande à Arnolphe d'intercéder en sa faveur auprès de son père, mais le barbon, dévoilant alors son identité, presse le père du jeune homme de ne pas tenir compte des désirs de son fils et de s'en faire obéir. Il s’avère qu’Agnès est la fille d’Enrique ; les amants vont pouvoir se marier, au grand désespoir de l’ex-tuteur qui s'en va, égaré.

## Liste des personnages
| Arnolphe   | Alias M. de la Souche                             |
| Agnès      | Jeune fille innocente, élevée par Arnolphe        |
| Horace     | Amant d'Agnès et fils d'Oronte                    |
| Alain      | Paysan et valet d'Arnolphe                        |
| Georgette  | Paysanne et servante d'Arnolphe                   |
| Chrysalde  | Ami d'Arnolphe                                    |
| Enrique    | Beau-frère de Chrysalde et père d'Agnès           |
| Oronte     | Père d'Horace et ami de longue date d'Arnolphe    |
| Un notaire | (N'est pas cité dans l'édition originale de 1663) |

La scène se déroule sur la place d'une ville.

## Commentaires

### Sources deL'École des femmes
Pour écrire l'histoire de cet homme qui, par crainte d'être trompé, décide d'épouser une ingénue, Molière s'inspire d'un canevas romanesque d'origine espagnole, la nouvelle de María de Zayas y Sotomayor intitulée « El prevenido engañado » (1637), qu'avait traduite et adaptée Scarron en 1655 sous le titre de « La Précaution inutile » (la même nouvelle est traduite à nouveau l'année suivante par Antoine Le Métel d'Ouville, sous le même titre.) De ces deux traductions, outre quelques phrases textuellement reprises, Molière conserve l'idée générale de l'homme qui, estimant que l'esprit rend les femmes frivoles et infidèles, fait élever une jeune fille dans l'ignorance la plus totale des choses du monde avant de l'épouser, et qui malgré cette précaution se voit trompé par celle-ci. L'adaptation de ce schéma pour le théâtre n'est pas une nouveauté, puisque l'acteur Dorimond en a déjà tiré une pièce intitulée L'École des cocus en 1659 (la pièce, qui est primitivement intitulée La Précaution inutile comme la nouvelle dont elle est l'adaptation, a été rebaptisée pour s'inscrire dans la lignée - et profiter du succès - de L'École des maris.)
En outre, Molière reprend vraisemblablement le motif du confident inapproprié (dans la pièce, Arnolphe pris comme confident par Horace) d'une nouvelle extraite du recueil italien du XVIe siècle intitulé Les Nuits facétieuses (traduites par Jean Louveau dans les dernières années du XVIe siècle), dû à la plume de l'écrivain Giovanni Francesco Straparola. Mais au début du siècle, une farce normande intitulée  Resjouy d’Amours faisait déjà dialoguer le futur amant (Resjouy d’Amours) et le futur cocu (Gaultier Guillaume).
C'est ce mélange de sources différentes qui explique qu'au troisième acte, le caractère d'Agnès semble changer brutalement : si le motif de « la précaution inutile » suppose évidemment que l'épouse soit une ingénue, celui du « confident inapproprié » suppose la présence d'une femme d'esprit, qui soustrait son amant aux recherches de son mari. Ce hiatus entre le caractère initial d'Agnès et sa métamorphose au cours de l'intrigue, qui passe aujourd'hui pour le signe de la profondeur psychologique du caractère de la jeune femme, est à l'époque de la création de la pièce critiqué par les détracteurs de Molière, qui qualifient pour cette raison L'École des femmes de « rhapsodie ».

### DeL'École des marisàL'École des femmes
Représentée un an après L'École des maris, pièce à laquelle son titre semble faire écho, L'École des femmes lui fut évidemment comparée, d'autant plus que les deux pièces présentent une intrigue similaire (un mari jaloux qui tente de se préserver du cocuage, thème déjà abordé par Molière dans La Jalousie du barbouillé et dans Le Cocu imaginaire.) Évaluant les mérites de l'une et de l'autre pièce, les détracteurs de Molière suggérèrent que la seconde n'était qu'une redite moins convaincante de la première, opinion qui était encore partagée un siècle plus tard par Voltaire, qui dans son Sommaire de L'École des femmes (1739) écrivait que le dénouement « est aussi postiche dans L'École des femmes qu'il est bien amené dans L'École des maris ».
Par ailleurs, le personnage d'Arnolphe, parce que plus complexe, apparaissait aux yeux d'une partie de la critique du XVIIe siècle comme étant moins abouti que celui du Sganarelle de la pièce de 1661. En effet, ce dernier est un personnage uniment et continuellement ridicule, pantin sans conscience et représentant typique de ces personnages conventionnels de vieillards amoureux hérités de la comédie italienne et de la farce française. Arnolphe, tout en conservant certains traits de la tradition farcesque, apparait toutefois comme un homme intelligent qui jouit de l'estime du sage Chrysalde, mais qui est aveuglé par sa double présomption (s'élever au-dessus de sa condition en changeant de nom, dominer entièrement la femme qu'il veut épouser), et dont la personnalité présente plusieurs facettes qui se révèlent au fil de l'intrigue. Or, les codes dramatiques de l'époque voulaient que le caractère des personnages n'évolue pas au cours de la pièce et qu'il reste au contraire conforme à celui avec lequel ils avaient été introduits. Ce personnage d'Arnolphe apparait rétrospectivement moins proche des caractères stéréotypés de la farce que des personnages des grandes comédies que composa Molière par la suite, rejoignant un Harpagon, un Argan ou un Don Juan, susceptibles d'être interprétés comme des personnages comiques aussi bien que comme des personnages tragiques.

### Obscénité et grivoiserie
L'École des femmes reprend un certain nombre d'éléments dramatiques propres au genre de la farce que Molière avait déjà utilisé dans ses pièces antérieures, au premier rang desquels le thème de l'infidélité féminine, un poncif du genre depuis le Moyen Âge, et le quiproquo utilisé comme principal ressort dramatique. Les sous-entendus grivois qui émaillent la pièce participent également de cette veine comique farcesque, sous-entendus perceptibles dans le titre même de la pièce : en effet, outre la référence à L'École des maris, L'École des femmes pouvait être compris par le spectateur des années 1660 comme une allusion à L'École des filles, dialogue érotique de 1655 écrit par Michel Millot et immédiatement interdit, mais dont des copies clandestines circulaient sous le manteau. Quant au nom d'Arnolphe, il évoquait clairement pour les contemporains saint Arnoul des Yvelines, qu'une plaisanterie traditionnelle désignait comme étant le « patron des cocus »,.
Les répliques des personnages de la pièce contiennent elles aussi de nombreuses allusions à caractère sexuel : ainsi de celle d'Alain qui, à la scène 2 du premier acte, indique vouloir « empêch[er], peur du chat, que [son] moineau ne sorte », le moineau étant une manière voilée de désigner le sexe masculin, ou de celles d'Agnès qui explique à Arnolphe avoir été inquiétée, la nuit, par les puces, ces dernières renvoyant, dans la littérature érotique et comique de l'époque, aux démangeaisons amoureuses. Mais le sous-entendu grivois le plus célèbre se rencontre à la scène 5 de l'acte II, dans l'échange suivant entre Agnès et Arnolphe :

« Agnès

[…] ; il me prenait et les mains et les bras,

Et de me les baiser il n'était jamais las.
Arnolphe

Ne vous a-t-il point pris, Agnès, quelque autre chose...

La voyant interdite.

Ouf.
Agnès

Hé, il m'a…
Arnolphe

Quoi ?
Agnès

Pris…
Arnolphe

Euh !
Agnès

Le… »

La dernière réplique d'Agnès, laissant en suspens le nom qu'elle n'ose prononcer, juste après avoir avoué qu'Horace lui prenait « les mains et les bras », invitait d'autant plus à une interprétation sexuelle que le sous-entendu grivois était souligné par le jeu d'acteur. En effet, Molière, s'inspirant de celui de Tiberio Fiorilli avait introduit depuis Le Cocu imaginaire un type de jeu comique inédit jusqu'alors dans le théâtre français, constitué d'une large palette de mimiques et de grimaces, que le comédien utilisait pour ponctuer et souligner les répliques susceptibles d'être interprétées dans un sens obscène. Celle d'Agnès, baptisée la « scène du le » fut abondamment commentée à l'époque. C'est à l'occasion de son évocation par le personnage de Climène dans La Critique de l'École des femmes que fut popularisé l'emploi du mot « obscénité », jusque-là peu usité (Élise, l'entendant prononcer par Climène, indique d'ailleurs qu'elle « ne sai[t] ce que ce mot veut dire. »)

### Invention d'un nouveau type de comédie
La pièce de Molière ne se réduit pourtant pas à sa dimension farcesque et grivoise, et sa nouveauté réside dans l'intégration du « gros comique » dans une pièce en cinq actes et en vers, autrement dit dans le cadre formel de la « grande comédie ». Ce genre, depuis que Corneille avait abandonné la comédie sentimentale qu'il avait inventée (après La Place royale en 1634) était exclusivement cantonné à l'adaptation de pièces étrangères, principalement espagnoles et italiennes. Placées sous l'invocation de Ménandre et de Térence (tandis que la farce et la commedia dell'arte étaient rattachées par les théoriciens à la tradition héritée de Plaute et d'Aristophane), les comédies n'avaient pas pour objectif principal de provoquer le rire - le comique y était intermittent, mêlé aux intrigues de héros de convention et aux grands sentiments - mais d'édifier le spectateur en suivant le précepte horacien « placere et docere » (« plaire et instruire »).
Molière n'oublie pas cette dimension morale dans L'École des femmes, qui pose la question de l'accès des femmes au savoir, de leur statut au sein de la famille et de la société, voire de leur éducation à la sexualité. Cette question du statut des femmes, qui faisait déjà débat à la Renaissance, connaissait alors un regain d'intérêt, grâce notamment à Mademoiselle de Scudéry qui en avait fait le sujet de l'une des histoires intérieures de son roman Le Grand Cyrus. Les termes de ce débat sont figurées dans la pièce par l'opposition entre les personnages d'Arnolphe, qui défend la position rigoriste des catholiques (notamment dans la scène 2 de l'acte III, au cours de laquelle il fait lire à Agnès les maximes sur les devoirs de la femme mariée, extraites du Catéchisme du Concile de Trente), et de Chrysalde, qui défend la même position émancipatrice que l'essentiel de ce public mondain auquel s'adressait Molière, et dont la seule fonction dramatique consiste à faire ressortir par contrepoint le ridicule des conceptions d'Arnolphe.
C'est par l'introduction de cette dimension morale et idéologique à l'intérieur d'une pièce qui n'oublie jamais d'être comique, que Molière opérait la synthèse entre Plaute et Térence, fondant ainsi un nouveau type de grande comédie.

### Succès et querelle
Représentée pour la première fois le mardi 26 décembre 1662 au théâtre du Palais-Royal, la pièce fut immédiatement un succès, la recette de la première s'élevant à 1 518 livres, ce qui était inédit jusqu'alors dans ce théâtre (à titre de comparaison, une famille aux revenus modestes vivait avec 25 livres par mois.). Les représentations suivantes confirmèrent ce succès, même après que la nouvelle tragédie de Corneille, Sophonisbe, avait été lancée à l'Hôtel de Bourgogne le 12 janvier 1663.
Rapidement, la pièce fut la cible d'attaques, suscitées peut-être par les frères Corneille qui auraient été informés par les lectures préalables que Molière avait dû faire de L'École des femmes qu'elle contenait des piques dirigés contre eux (ainsi, selon l'abbé d'Aubignac, les remarques que fait Chrysalde dans la première scène de la pièce sur ce « paysan » « qui n'ayant, pour tout bien, qu'un seul quartier de terre, / Y fit tout à l'entour faire un fossé bourbeux, / Et de Monsieur de l'Isle en prit le nom pompeux », auraient visé Thomas Corneille, sieur de l'Isle.). Les attaques furent ensuite essentiellement répercutées par de jeunes auteurs tels que Donneau de Visé qui, dans un texte extrait de ses Nouvelles nouvelles qui passe pour être le premier écrit consacré à cette querelle, se livre à une critique mesurée de la pièce, reprochant essentiellement à Molière d'avoir emprunté son sujet à d'autres auteurs.

Cette « fronde » contre la pièce n'avait visiblement rien qui pût inquiéter réellement Molière, et il sut habilement en tirer profit : au cours de la traditionnelle trêve de Pâques au cours de laquelle les représentations théâtrales étaient interrompues, il fit imprimer le texte de la pièce, accompagné d'une préface dans laquelle il annonçait la création prochaine de La Critique de l'École des femmes, petite comédie de salon présentée comme une réponse à ses détracteurs. Lors de la réouverture des théâtres, le vendredi 6 avril 1663, L'École des Femmes n'était pas à l'affiche, ce qui était la règle pour les pièces créées au début de l'hiver, mais on attendit le plus longtemps possible pour la relancer. Elle ne le fut que le vendredi 1er juin, accompagnée de la Critique, ce qui constitua un évènement, les deux pièces battant des records de recette, celle-ci atteignant jusqu'à 1731 livres pour la représentation du 15 juin.

## L'École des femmesau théâtre

### Création de la pièce
| Acteurs ayant créé les rôles                                                       |                |
| Personnage                                                                         | Acteur         |
| Arnolphe, autrement M. de La Souche, homme d'âge mûr, bourgeois et tuteur d'Agnès. | Molière        |
| Agnès, jeune fille innocente élevée par Arnolphe.                                  | Mlle de Brie   |
| Horace, amant d’Agnès.                                                             | M. La Grange   |
| Alain, paysan, valet d’Arnolphe.                                                   | Brécourt       |
| Georgette, paysanne, servante d’Arnolphe.                                          | Mlle La Grange |
| Chrysalde, ami d’Arnolphe.                                                         | L'Espy         |
| Enrique, beau-frère de Chrysalde, père d'Agnès                                     |                |
| Oronte, père d’Horace et grand ami d’Arnolphe.                                     |                |
| Un notaire                                                                         |                |

L'École des femmes fut jouée le mardi 26 décembre 1662 au théâtre du Palais-Royal. Elle y fut représentée trente et une fois jusqu'à la trêve de Pâques (le vendredi 9 mars 1663). Elle fut reprise le vendredi 1er juin de la même année, accompagnée de La Critique de l'École des femmes. Des représentations régulières eurent lieu jusqu'au mois de septembre, avant de laisser la place à L'Impromptu de Versailles. Reprise de loin en loin au cours des années suivantes, la pièce fut jouée une dernière fois en 1669.
Le gazetier Jean Loret rendit compte d'une représentation pour le Roi dans sa lettre de la Muse historique du samedi 13 janvier 1663.

### Autres mises en scène notables

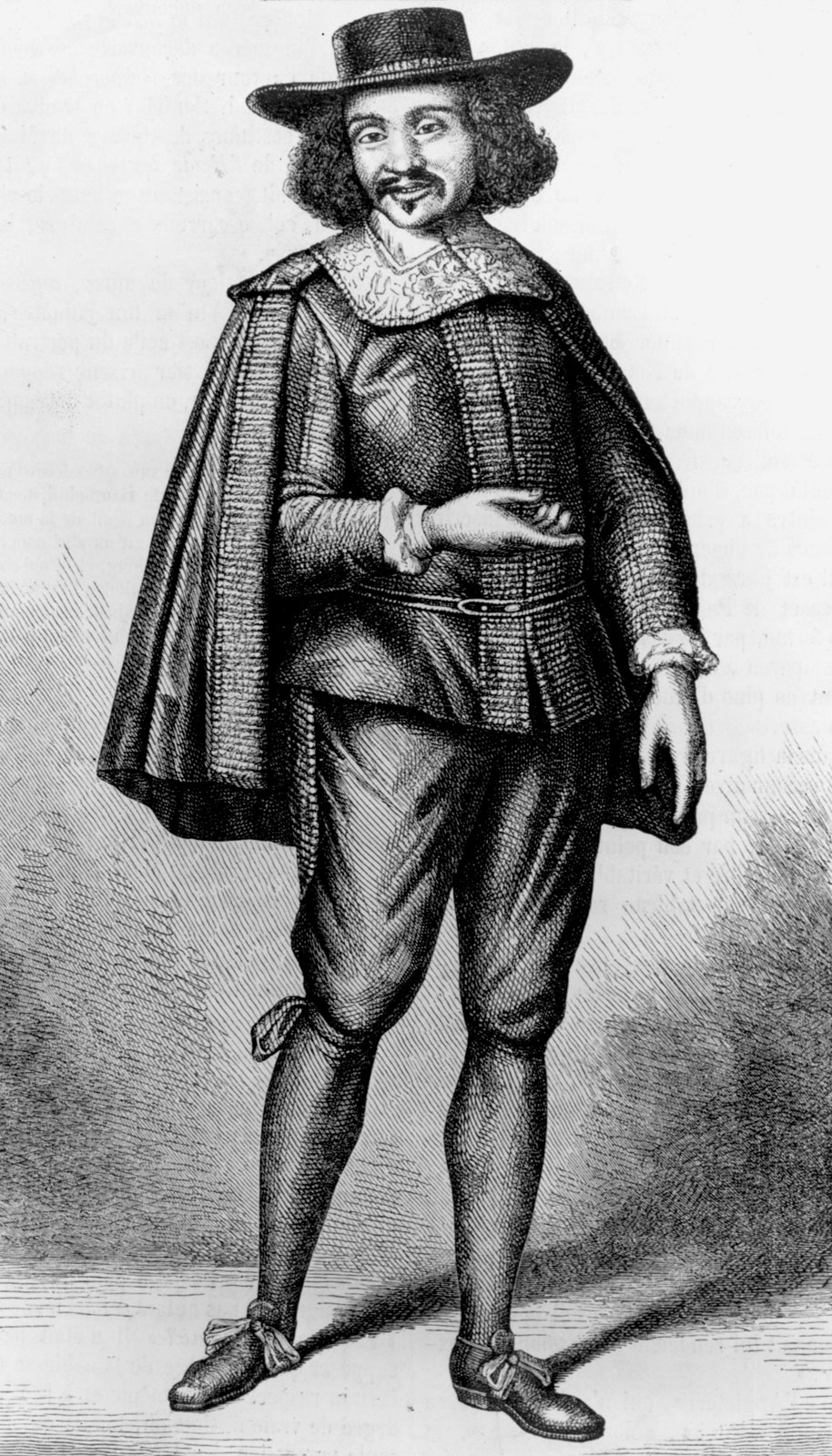
Molière dans le costume d'Arnolphe sur un dessin d'Eustache Lorsay.

À la mort de Molière, le rôle d'Arnolphe fut repris par Baron, qui avait été l'élève du dramaturge, puis la pièce (comme la plupart de celles de Molière) disparut quasiment des répertoires entre le XVIIIe et le premier tiers du XIXe siècle. En 1839 toutefois, l'interprétation de Provost, comédien au Théâtre-Français, fut remarquée par la tonalité plus grave qu'il conférait au personnage d'Arnolphe, infléchissement vers le tragique qui devait marquer les mises en scène suivantes de la pièce.

#### Louis Jouvet (1936)
La plus célèbre des mises en scène modernes, celle de Louis Jouvet, renoua avec la veine comique initiale. Entre sa création au théâtre de l'Athénée en 1936 et la disparition de l'acteur-metteur en scène en 1951, elle fut représentée six cent soixante-quinze fois.
Dans sa mise en scène, Jouvet mit Arnolphe au centre de la pièce : « les acteurs gravitaient autour d'Arnolphe seul et debout […] au milieu de la scène », comme une métaphore de la construction de la pièce elle-même, nota Antoine Vitez dans son Journal, ajoutant que cette idée de mise en scène faisait de Jouvet le plus grand interprète de L'École des femmes. La dimension tragique du personnage, héritée de l'interprétation de Provost, loin d'être absente, était accentuée par le caractère de farce donné à la comédie, ainsi qu'à l'apparence donnée au personnage, qui portait une perruque bouclée semblant dessiner deux cornes au sommet du crâne et un maquillage qui soulignait son regard exorbité.
Le double décor de la pièce, conçu par Christian Bérard, représentait un jardin qui s'ouvrait et s'avançait vers les spectateurs.
Avec L'École des femmes, Jouvet démontrait que l'on peut encore faire rire en montant une pièce classique, et sa mise en scène eut une influence considérable sur des metteurs en scène comme Antoine Vitez (qui vit la pièce sept fois et en parlait toujours avec enthousiasme), ou comme Giorgio Strehler, qui affirmait « être né au théâtre avec elle ».

#### Robert Marcy (1959)
Transposer une œuvre classique à une époque récente est une pratique devenue courante. Roger Planchon en fait une spécialités dès les années 1950 . Le metteur en scène d'opéras Peter Sellars en fait sa marque dans les années 1980. La première transposition notable de L'École des femmes est la mise en scène de Robert Marcy en 1959 au Théâtre de Lutèce.
Le texte est intégralement respecté. L’action se situe clairement au XXe siècle. Arnolphe invite le bavard Horace à la terrasse du bistrot d’en face, Agnès n’est pas insensible aux accents d’une radio voisine, l'infortuné tuteur épie les amoureux à la lampe de poche, et finalement, tous ces gens heureux se rassemblent devant l’appareil photo du serviteur Alain, tandis qu’a disparu, noyé dans son chagrin et son dépit, le malheureux Arnolphe que l’interprétation de Robert Marcy a rendu plus poignant encore que grotesque. Bertrand Poirot-Delpech salue cette mise en scène dans Le Monde : "Robert Marcy à force d'intelligence et de mesure a bien servi Molière, et souvent mieux que l'auteur ne l'est dans sa propre maison". Claude Sarraute dans France Observateur souligne que "jamais Robert Marcy ne sacrifie au goût du gag le sens véritable d'un jeu de scène où l'objet [moderne] utilisé prend tout naturellement sa place". Le plus conservateur Jacques Lemarchand note dans Le Figaro Littéraire que malgré la difficulté, "le vers, et les nombreuses chevilles qu'il comporte se fait non oublier, mais devient pour notre oreille quelque chose comme l'accent marqué d'une province où se serait maintenue la tradition du bien-parler". Le respect d'un texte écrit en alexandrins rend difficile la transposition à l'époque moderne. C'est en cela que cette mise en scène fut une réussite.
On notera que le décorateur, Sylvain Deschamps, créa une grille de jardin qui s'ouvrait largement du même mouvement que les murs construits par Christian Bérard pour la mise en scène de Jouvet de 1936 (voir ci-dessus). Il s'agit sans doute d'une citation et d'un hommage de Robert Marcy à Jouvet dont il fut l'élève. En 1961 ce spectacle fut joué aux U.S.A au cours d'une tournée de trois mois dans plusieurs universités.

#### Jean-Paul Roussillon (1973)

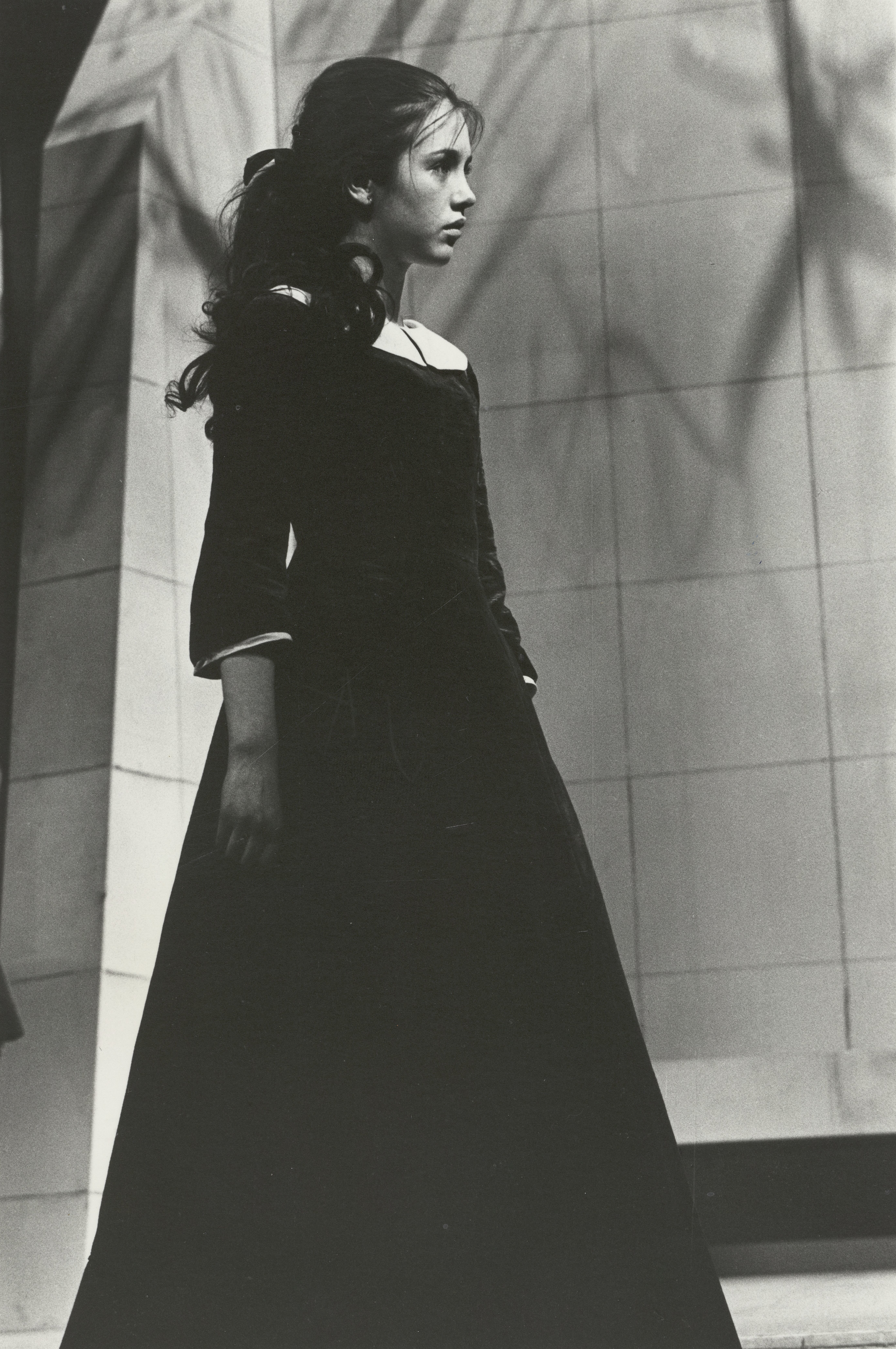
Isabelle Adjani interprétant le rôle d'Agnès dans la pièce L'École des femmes (1973)

En 1973, la Comédie-Française donna sa version de L'École des femmes, sous la direction de Jean-Paul Roussillon. En parallèle était tourné un téléfilm, avec un metteur en scène et une distribution différents, à l'exception du rôle d'Agnès, interprété dans les deux cas par Isabelle Adjani. La jeune comédienne apporta à son personnage une dimension inédite, par sa jeunesse, la justesse et le naturel de son jeu, qui rendait visible la métamorphose d'une enfant qui se transforme peu à peu en femme.
Arnolphe était quant à lui interprété alternativement par deux comédiens, Pierre Dux et Michel Aumont, qui révélaient chacun une facette différente du personnage : l'homme fort cynique pour le premier, l'anxieux naïf et suffisant pour le second. Le décor et les costumes, de couleur brune, évoquaient la prison et le couvent, tandis que la mise en scène accentuait la dimension sadique du projet d'Arnolphe, envisagé par Roussillon comme un monstre plutôt que comme un homme ridicule, et qu'il comparait aux Occidentaux qui se rendent en Asie pour se trouver une épouse.

#### Antoine Vitez (1978)
Présentée au Festival d'Avignon dans le Cloître des Carmes à l'été 1978, la mise en scène d'Antoine Vitez fut accueillie triomphalement par un public jeune et enthousiaste et avec consternation par la critique qui, presque unanimement, y vit une trahison de l'esprit de Molière,. L'École des femmes était insérée dans une tétralogie comprenant également Tartuffe, Dom Juan et Le Misanthrope, jouées en alternance dans un même décor (une toile en trompe-l'œil figurant un palais de style pompéien) et avec la même troupe. Il s'agissait, expliqua Vitez, de porter sur la scène « les différentes figures constitutives de l'univers moliéresque », quand bien même cela risquait d'uniformiser ces quatre pièces en en donnant une image « moyenne ». Cela permettait en revanche d'éclairer les personnages les uns par les autres, révélant ainsi qu'Arnolphe possédait des traits communs avec Dom Juan, Tartuffe ou Alceste.
Une autre innovation apportée par Vitez consista dans le fait de donner le rôle d'Arnolphe à un jeune comédien (Didier Sandre), dont la violence dans la gestuelle et dans les intonations symbolisaient la violence des valeurs que véhicule le personnage d'Arnolphe. Agnès (Dominique Valadié) apparaissait quant à elle comme une jeune femme totalement aliénée par le projet de domination d'Arnolphe, et, à la cinquième scène du deuxième acte, son maquillage lunaire, ses yeux fixes levés vers le ciel, ses chaussures de plastique blanc et sa démarche rappelaient les pensionnaires des institutions psychiatriques.
L'accessoire majeur dans cette adaptation est le bâton, trait d'union entre la force et la haute politique de la cour, objet de pouvoir, de défense, de désir, qui scande toute la mise en scène, brandi mais aussi volé, détourné, retourné contre Arnolphe. Par-delà cet art des signes, Vitez manifeste son talent dans l'utilisation de déséquilibres, intentionnels, mis en œuvre dans la distribution des rôles.
En dépit d'un accueil critique partagé,,,,,,,,, la tétralogie moliéresque de Vitez contribua à faire reconnaître le metteur en scène comme le rénovateur du théâtre français, et contribua sans doute à sa nomination comme directeur du Théâtre de Chaillot.

#### Marcel Maréchal (1988)
Marcel Maréchal proposa en 1988 son adaptation de L'École des femmes à La Criée de Marseille, avec en vue un jeune public peu familier avec la littérature et le théâtre classiques : la mise en scène, rapide et tonique, tournait autour du personnage d'Agnès, interprété par la jeune comédienne Aurelle Doazan (22 ans à l'époque de la création de la pièce), qui donnait la réplique à un Arnolphe interprété par Maréchal lui-même, qui conféra au personnage une bouffonnerie presque sympathique, tant le barbon paraissait inoffensif et apeuré par la sensualité qui se dégageait de sa future épouse.
En filigrane, sans ancrer explicitement la pièce dans un contexte contemporain, la mise en scène de Maréchal (ainsi que le décor, blanc et lumineux, qui suggérait une place du pourtour méditerranéen) laissait entrevoir ce que le thème de la pièce avait de contemporain, dans un univers où les jeunes filles sont parfois encore soumises aux règles patriarcales.

#### Éric Vigner (1999)
Éric Vigner mit en scène une nouvelle version de L'École des femmes pour la Comédie française en 1999, sur la sollicitation de son administrateur de l'époque, Jean-Pierre Miquel, à la recherche d'un nouveau souffle pour une pièce qui avait déjà été représentée 1586 fois par les comédiens français. Vigner, influencé par l'esthétique de Marguerite Duras qui avait écrit que le théâtre est fait pour être dit plutôt que joué, fit le choix d'une mise en scène résolument avant-gardiste et hiératique : les comédiens interprétaient leur dialogue comme au ralenti, le plus souvent face au public, afin de mieux faire entendre l'alexandrin moliéresque, ponctué par une musique à tonalité baroque composée par Emmanuel Dandin.
Arnolphe, qui n'apparaissait jamais comme un personnage ridicule, y était représenté comme une figure faustienne, qui avait projeté de façonner une jeune femme à son idée. Rêveur éveillé qui s'était voulu démiurge, il se rendait finalement compte qu'il n'était qu'homme, et comprenait qu'Agnès appartenait au monde réel et non à sa rêverie.

#### XXIesiècle
Didier Bezace a présenté lors du Festival d'Avignon de 2001 une mise en scène de L'École des femmes centrée sur le personnage d'Arnolphe, dont Pierre Arditi fait un amoureux tragiquement voué à la solitude, qui ne parvient jamais vraiment à communiquer avec une Agnès (interprétée par Agnès Sourdillon) qui par moments semble réduite à l'état de bête, sans pensée, sentiments ni émotions.
Fin 2011, Jacques Lassalle adapte pour la quatrième fois de sa carrière la pièce de Molière, dans une mise en scène destinée à la Comédie-Française, avec Thierry Hancisse dans le rôle d'Arnolphe et Julie-Marie Parmentier dans celui d'Agnès.
En 2014, le Théâtre national populaire de Villeurbanne propose une mise en scène de son directeur Christian Schiaretti, avec Robin Renucci dans le rôle d'Arnolphe et Jeanne Cohendy dans celui d'Agnès.
En 2018, L'Odéon-Théâtre de l'Europe de Paris propose une mise en scène de son directeur Stéphane Braunschweig, avec Claude Duparfait dans le rôle d'Arnolphe et Suzanne Aubert dans celui d'Agnès.
En avril 2019, des finissants de l'École nationale de théâtre présentent la pièce au Monument-National de Montréal, selon une mise en scène de Olivier Choinière.
En 2021 et 2022, Francis Perrin tourne dans toute la France avec la pièce de Molière et propose une nouvelle mise en scène plus contemporaine de l’œuvre. Il est accompagné de plusieurs membres de sa famille dont sa femme, Gersende Perrin, sa fille Clarisse Perrin mais aussi son fils Louis Perrin, atteint d'autisme et pour qui cette performance est un véritable exploit reconnu par les spécialistes dans le domaine.

## Adaptations cinématographiques et télévisuelles

### À la télévision
En 1973, Raymond Rouleau réalise un téléfilm adapté de L'École des femmes qui est diffusé pour la première fois sur la deuxième chaine de l'ORTF le 23 mai, soit quinze jours après la Première de la version théâtrale de Jean-Paul Roussillon. Arnolphe, interprété par Bernard Blier, y était présenté comme un vieil homme volontiers libidineux, capable à l'occasion de brutalité, mais dépourvu de réelle méchanceté.
Mais la mise en scène était essentiellement centrée sur Agnès-Isabelle Adjani, mettant en valeur par ses gros plans la beauté ingénue du visage de la jeune comédienne, qui interprétait un personnage dont la simplicité du caractère et la modestie des revendications émancipatrices formaient un étrange contraste avec les revendications réelles des féministes de l'époque, en pleine lutte pour le droit à l'avortement.
En 1973, la pièce a également été mise en scène en suédois par Ingmar Bergman, qui en a tiré un téléfilm.

### Au cinéma
La pièce a fait l'objet d'une tentative d'adaptation cinématographique par Max Ophüls, qui en 1940 entreprit le tournage d'une École des femmes avec Louis Jouvet, Madeleine Ozeray et sa troupe du théâtre de l'Athénée. Mais le tournage en fut rapidement interrompu.
Dans La Folie des grandeurs, film de Gérard Oury sorti en 1971, Blaze, le vallet de Don Salluste de Bazan interprété par Yves Montand, prononce la réplique "La place m'est heureuse à vous y rencontrer" directement tirée de la scène VI de l'acte IV.